# ホンダ・HR09E
ホンダ・HR09Eは、本田技研工業が2009年に投入したフォーミュラ・ニッポンおよびスーパーフォーミュラ用のエンジンである。
レギュレーションでは、基本仕様が共通なエンジンをSUPER GTでも使用することになっていたが、2009年には使用されず、2010年より投入されるHSV-010 GTに、SUPER GT用のチューニングを施されたHR10EGが搭載される。
本記事ではHR09E、HR10EGの両方について解説する。

## スペック

### HR09E / HR10E / HR12E
- エンジン形式：水冷V型8気筒DOHC32バルブ
- バンク角：90度
- 総排気量：3,397cc
- ボアｘストローク：93.0×62.5
- 最高回転数：10,300rpm（オーバーテイク・システムにより10,700rpm）
- 最高出力：600PS以上
- 最大トルク：-
- 圧縮比： -
- マネージメントシステム：ペクテル製 NR12
- 重量：120kg

### HR10EG
- エンジン形式：水冷V型8気筒DOHC32バルブ
- バンク角：90度
- 総排気量：3,397cc
- ボアｘストローク：93.0×62.5
- リストリクター：φ29.1×2
- 最高出力：370kW（500PS）以上
- 最大トルク：392N·m（40.0kg·m）以上
- 圧縮比： -
- マネージメントシステム：ホンダ・PGM-FI
- 重量：120kg